# Le Disque d'or (album Dalida)
Le Disque d'or è una raccolta della cantante italo-francese Dalida, pubblicata nel 1980 da Barclay.
Fa parte dell'omonima collana di dischi messa in commercio, a partire dagli anni settanta, dall'etichetta Barclay.
Contiene dodici brani, celebri e non, della cantante.
Venne pubblicata sia in LP che in musicassetta.

## Tracce
Lato A
1. Bambino
2. Gondolier
3. Dans le bleu du ciel bleu
4. Come prima (Tu me donnes)
5. Ciao ciao, bambina
6. Itsi bitsi petit bikini

Lato B
1. Le petit Gonzales
2. Que sont devenues les fleurs
3. Allô! Tu m'entends?
4. Scandale dans la famille
5. Je reviens te chercher
6. Le temps des fleurs